# کانادا در المپیک تابستانی ۱۹۳۲
کانادا در بازی‌های المپیک تابستانی ۱۹۳۲ که در شهر لس آنجلس برگزار شد، کاروان کانادا با ۱۰۲ ورزشکار در این رقابت‌ها شرکت کرد و موفق به کسب ۱۵ مدال (۲ طلا، ۵ نقره، ۸ برنز) شد. در جدول رتبه‌بندی توزیع مدال‌ها، کانادا در ردهٔ ۱۲ مسابقات قرار گرفت.